# Ateles geoffroyi yucatanensis
La scimmia ragno dello Yucatan (Ateles geoffroyi yucatanensis (Kellogg & Goldman, 1944)), è una controversa sottospecie della scimmia ragno di Geoffroy, e una delle più grandi scimmie del Nuovo Mondo originaria delle giungle del Messico, Guatemala e Belize. È un animale sociale, che vive in gruppi di 20-42 membri.
La sottospecie non è più riconosciuta dall'Unione internazionale per la conservazione della natura (IUCN) o dal Sistema di informazione tassonomico integrato (ITIS), ed è elencata come un sinonimo junior della scimmia ragno messicana (Ateles geoffroyi vellerosus).

## Descrizione
La scimmia ragno dello Yucatan pesa circa 9 kg, il che la rende una delle scimmie più grandi del Nuovo Mondo. Ha lunghe braccia e una coda prensile, che può sostenere il proprio peso. Il corpo è lungo e snello e ricoperto di peli neri, ruvidi e spesso arruffati. La pelliccia è un po' più chiara di quella della scimmia ragno messicana. Di solito presenta dei segni marrone chiaro intorno agli occhi e al mento e lunghi ciuffi intorno alla testa.

## Biologia
La scimmia ragno dello Yucatan è una scimmia molto socievole che vive in gruppi che possono contenere dai 10 ai 100 membri (in media 20-42 membri). Questi gruppi sono tipicamente dominati da femmine, una delle quali pianifica i percorsi per la ricerca del cibo per il resto del gruppo.
All'interno della sottospecie, sono stati documentati anche relazioni tra maschi. Questi esemplari sono stati osservati mentre si stringono l'un l'altro, si abbracciano o praticano il grooming. Sebbene la maggior parte di queste azioni siano ricambiate tra i due maschi, i legami di maggior successo tendono ad essere tra maschi di età simile, con differenze pronunciate nelle relazioni tra maschi con un divario di età maggiore (tra individui di <10 anni e ≥ 14 anni). Le azioni compiute tra maschi di età simile hanno mostrato che l'affetto era benefico per entrambe le scimmie, mentre nelle relazioni con differenze di età maggiori, l'individuo più anziano riceveva più attenzioni e affetto da parte dell'individuo più giovane, forse a dimostrazione del valore del rispetto per gli anziani nel gruppo.

### Riproduzione
Le scimmie ragno dello Yucatan hanno un'età media di 25 anni in natura, mentre in cattività si avvicina ai 35 anni. Le femmine possono partorire un solo cucciolo una volta ogni pochi anni. I cuccioli sono completamente neri e dopo la nascita si aggrappano alla groppa della madre per i primi due anni di vita. Lo svezzamento avviene solo a circa due anni.

### Dieta
La scimmia dello Yucatan è frugivora, con una dieta composta da circa il 90% di frutta e il 10% di uova e insetti. In cattività, la dieta della scimmia ragno dello Yucatan consiste generalmente di frutta, cibo per cani, pane e verdure, come carote e lattuga.
Le scimmie ragno dello Yucatan si muove in linea retta verso il cibo e sono in grado di orientare i loro spostamenti verso aree per la ricerca del invisibili dal loro attuale punto di osservazione. Il gruppo pianifica sempre gli spostamenti in anticipo. Se il paesaggio cambio, come dopo un disastro naturale (un uragano), il gruppo si divide in gruppetti più piccoli per coprire maggiore territorio alla ricerca di nuove fonti di cibo. In questo modo impiegano meno tempo a spostarsi e trovare nuove fonti di cibo, e la loro dieta spesso si concentra dalla frutta alle foglie.

## Conservazione
La scimmia ragno dello Yucatan è classificata come in Pericolo dalla IUCN a causa della rapida diminuzione delle popolazioni selvatiche (per un totale di ben oltre il 5-% da tre generazioni) per via della continua distruzione del suo habitat.